# On ne schtroumpfe pas le progrès
On ne schtroumpfe pas le progrès est le vingt-et-unième album, et la quatre-vingt-cinquième histoire, de la série de bande dessinée Les Schtroumpfs originellement créée par Peyo. Publié en 2002 aux éditions Le Lombard, l'album est scénarisé par Philippe Delzenne et Thierry Culliford et illustré par Ludo Borecki et Pascal Garray.

## Résumé
Alors que les schtroumpfs réparent leur village, et que le Grand Schtroumpf est parti, le Schtroumpf maladroit casse son marteau. Il demande au Schtroumpf paresseux de le porter au Schtroumpf bricoleur pour le réparer. Celui-ci, pour moins se fatiguer, l'amène dans un chariot au Schtroumpf bricoleur. Il en profite pour lui demander de lui fabriquer une petite voiture.
Le lendemain, au volant de son véhicule, le Schtroumpf paresseux s'endort au volant et termine sa course chez le Schtroumpf boulanger qui le sermonne fermement. Afin de rattraper son erreur, il aide le Schtroumpf menuisier et le Schtroumpf meunier à transporter leurs produits mais en voulant livrer la farine du Schtroumpf meunier au Schtroumpf boulanger, les freins de la voiture cassent et il termine de nouveau sa course dans la boulangerie.
Tout en punissant le Schtroumpf paresseux (il doit ramasser toute la farine avec une passoire), le Schtroumpf boulanger puis le Schtroumpf menuisier et le Schtroumpf meunier sont intéressés par sa voiture. Aussi demandent-ils au Schtroumpf bricoleur de leur fabriquer chacun une voiture. Satisfaits de leurs voitures, les trois schtroumpfs réduisent leurs temps de travail. Le Schtroumpf boulanger décide d'automatiser un peu plus sa boulangerie mais il se heurte au Schtroumpf meunier et au Schtroumpf menuisier qui semblent avoir eu la même idée que lui. En quelques jours, un tapis roulant reliant la boulangerie au moulin permet au Schtroumpf boulanger d'aller voir le Schtroumpf meunier. Celui-ci, happé par sa  machine transformant le blé en farine se retrouve dans un sac. Il accompagne le Schtroumpf boulanger à la boulangerie et y découvre le Schtroumpfopain qui lui permet de fabriquer un pain chaud à partir de sel, de farine et d'eau.
Le Schtroumpf boulanger et le Schtroumpf meunier viennent voir la machine du Schtroumpf menuisier qui fabrique du mobilier en un temps record : leur travail s'est considérablement réduit. L'intérêt des autres schtroumpfs pour ces machines fait qu'ils demandent au Schtroumpf bricoleur de leur fabriquer eux aussi des machines. Toutefois, le Schtroumpf gourmand ne demande pas une machine mais des robots esclaves.
Lassé de l'ampleur que cela prend, le Schtroumpf paysan décide seul d'aller cultiver dans la forêt, le seul au courant est le Schtroumpf à lunettes. Au même moment, le Schtroumpf bricoleur (après quelques déboires) prouve l'efficacité des schtroumpfs mécaniques en bois. Le Schtroumpf coquet et le Schtroumpf peintre décident de leur donner une attitude un peu classe avec des nœuds papillons et des vestons noirs.
Peu à peu, les schtroumpfs demeurent oisifs et exigeants, abusant des schtroumpfs mécaniques. Le Grand Schtroumpf revenu jette involontairement ses produits dangereux dans une poubelle, que le robot poubelle avale afin de transformer les ordures en brique. Mais cela lui permet d'avoir l'usage de la parole et réaliser que les robots sont des esclaves, et que la situation doit changer. Pendant la nuit, le robot poubelle intervient sur la mécanique des serviteurs afin que ceux-ci prennent leur revanche. Le lendemain, le Schtroumpf à lunettes est assommé par un schtroumpf mécanique qui l'enferme avec les autres schtroumpfs dans la réserve avec la Schtroumpfette que les schtroumpfs mécaniques ont aussi emmenée (sans lui laisser le temps de mettre quelque chose de décent).
Le Grand Schtroumpf se rend compte que l'asservissement des schtroumpfs est dû à son geste malheureux. Il tente d'accéder à son laboratoire mais est capturé par le robot poubelle devenu chef des domestiques et emmené dans une prison en forêt. Les schtroumpfs sont obligés de construire un palais pour le robot poubelle qui s'autoproclame "Roi Ordure Ier" et les schtroumpfs deviennent à leur tour des esclaves.
Le Schtroumpf paysan est le seul schtroumpf à échapper à la révolte des schtroumpfs mécaniques. Nostalgique, il revient au village et aperçoit le palais du Roi Ordure Ier et découvre la prison où est enfermé le Grand Schtroumpf. Il décide d'aller au village afin de lui apporter son aide.
Après s'être déguisé en schtroumpf mécanique, il tombe sur le roi Ordure Ier qui ordonne au Schtroumpf bricoleur de lui fabriquer un robot reine en deux jours et c'est le Schtroumpf paysan (déguisé) qui est chargé de l'accompagner à son atelier et qui finalement réussit à l'amener dans la forêt. Après avoir neutralisé le garde, ils s'aperçoivent avec horreur que le garde n'avait pas la clé de la prison. Cependant, le Schtroumpf paysan découvre, en donnant un coup de pied dans la porte qu'elle est infestée de termites et délivre le Grand Schtroumpf.
De retour au village, le Grand Schtroumpf s'aperçoit avec horreur que son laboratoire est hors d'usage. Le Schtroumpf paysan a alors l'idée de détruire les schtroumpfs mécaniques en utilisant les termites et le Schtroumpf bricoleur trouve le moyen de les faire parvenir jusqu'aux serviteurs. Deux jours plus tard, la reine est construite et le roi Ordure Ier invite tous ses compagnons pour une fête mais il se rend compte que la reine est infestée de termites et s'enfuit, laissant les gardes périr. À son insu, les schtroumpfs placent la machine du Schtroumpf menuisier devant la sortie secrète du roi Ordure qui termine sa vie dans le mobilier des schtroumpfs. Quelques jours plus tard, la situation est apparemment retournée à la normale mais les termites sont encore présents dans le village et ont rongé tous les objets constitués de bois, au grand agacement des Schtroumpfs.

## Analyse
L'album aborde des thèmes en lien avec la mécanisation et l'automatisation, et leur impact dans la vie quotidienne, se plaçant en cela dans la lignée des histoires racontant les tentatives des Schtroumpfs d'instaurer dans leur société des innovations telles qu'elles apparaissent chez les humains (à l'image du système monétaire dans Le Schtroumpf financier). Les Schtroumpfs découvrent bien vite les avantages des machines inventées par le Schtroumpf bricoleur, notamment l'amélioration de la productivité et la réduction du temps de travail des Schtroumpfs travailleurs, tout en maintenant une certaine qualité (la cuisine, par exemple, est décrite comme « presque meilleure » que celle du Schtroumpf cuisinier). Toutefois, les excès sont bien vite soulignés par le récit : les Schtroumpfs sombrent rapidement dans une fainéantise exagérée, passant leur temps allongés au lieu de profiter de leurs temps libre pour réellement s'adonner à des loisirs (ils ne font ainsi du sport qu'en regardant leurs robots jouer au football, et ce uniquement pendant quelques minutes, après quoi ils se déclarent fatigués) ; et ils se montrent progressivement irrespectueux envers leurs serviteurs (la colère du robot poubelle est ainsi catalysée par la vision d'un Schtroumpf menaçant de frapper un serviteur ne courant pas assez vite à son goût). La question des impacts environnementaux est quant à elle soulevée via le Schtroumpf paysan, qui quitte le village en évoquant notamment l'effet de la pollution sonore sur sa luciole domestique, mettant ainsi en scène le traditionnel clivage entre la Nature et l'artificialisation. C'est d'ailleurs de ce Schtroumpf réfractaire au changement que viendra le salut du village, son exode lui ayant permis d'échapper à la tyrannie du roi Ordure Ier : il peut ainsi participer à la libération du Grand Schtroumpf, et propose plus tard une solution fondée sur la nature (les termites) pour venir à bout des robots.